# 535
Évszázadok: 5. század – 6. század – 7. század
Évtizedek: 480-as évek – 490-es évek – 500-as évek – 510-es évek – 520-as évek – 530-as évek – 540-es évek – 550-es évek – 560-as évek – 570-es évek – 580-as évek
Évek: 530 – 531 – 532 – 533 –  534 – 535 – 536 – 537 – 538 – 539 – 540

## Események
- Az év végén vagy a következő év elején egy hatalmas vulkánkitörés több évig tartó globális lehűlést, éhínségeket okoz. A kitörés helye nem ismert, sokáig a Krakataut tartották a felelősnek, de újabban az üledék vizsgálatával kizárták ennek lehetőségét.

### Európa
- Theodahad osztrogót király lefogatja társuralkodóját és unokatestvérét, Amalasuintha királynőt és a Bolsenai-tó szigetére száműzi. Röviddel később a királynőt a fürdőjében megfojtják.
- Amalasuintha meggyilkolása miatt I. Iusztinianosz bizánci császár hadat üzen az osztrogótoknak, kitör a gót háború. A bizánci hadak főparancsnokává Belisariust (aki ebben az évben consuli tisztséget is visel) nevezi ki, aki egy kis, elit csapattal (7500 fő, de ennek fele nehézlovas) partra száll Szicíliában és az év végére teljesen hatalmába keríti a szigetet. Jelentős ellenállásra csak Panormusban (Palermo) lel, de rövid ostrom után elfoglalja a várost. Eközben Mundus, a bizánci Illyricum tartomány katonai parancsnoka bevonul a gótok által ellenőrzött Dalmáciába és elfoglalja Salonát.
- Iusztinianosz érsekséget alapít a mai Dél-Szerbiában és annak székhelyeként felépítteti Iustiniana Prima városát.
- Meghal II. Ioannes pápa. Utódja I. Agapetus, akit Theodahad király felkér, hogy kérjen békét a bizánci császártól. A pápa elindul Konstantinápolyba. [1]
- Meghal Epiphaniosz, Konstantinápoly pátriárkája. Utódja (a monofizita Theodóra császárné nyomására) a szintén monofizita elveket valló I. Anthimosz.

### Kína
- Északi Vej császára, Hsziaovu Kao Huan hadvezér lázadása után Csangan városába menekült, hívéhez, Juven Tajhoz. Vele tart unokatestvére, Jüan Ming-jüe hercegnő, akivel a császár vérfertőző kapcsolatot tart fenn (akárcsak két másik unokatestvérével). Juven Taj ezen megbotránkozik és a császári család más tagjainak segítségével börtönbe zárja, majd megöleti a hercegnőt. A feldühödött császár a palotában randalírozik és íjával lövöldöz, míg végül Juven Taj inkább megmérgezteti. Helyére annak unokatestvérét, Jüan Pao-csüt (Jüan Ming-jüe fivérét) kiáltja ki császárrá, aki a Ven uralkodói nevet veszi fel. Hsziaovu halálával az Északi Vej dinasztia két részre szakad: a Nyugati Vejre (császára Ven) és az egy évvel korábban kivált Keleti Vejre (császára Hsziaocsing).
- A Keleti Vejben Kao Huan hadvezér (a hatalom tényleges birtokosa) megtudja, hogy 14 éves elsőszülött fia, Kao Cseng szexuális kapcsolatot tart fenn az ő egyik ágyasával. Kao Huan megbotozza és házi őrizetbe véteti a fiát, de aztán megenyhül és szabadon engedi.

## Születések
- Abú Tálib ibn Abd al-Muttalib, Mohamed próféta nagybátyja és Ali kalifa apja
- I. Sigebert, Austrasia frank királya

## Halálozások
- február 3. - Vej Hsziaovu-ti, Északi Vej utolsó császára
- április 30. – Amalasuintha, osztrogót királynő
- május 8. – II. Ioannes, római pápa[1]
- Epiphaniosz, konstantinápolyi pátriárka

## Fordítás
- Ez a szócikk részben vagy egészben  a(z)   535 című angol Wikipédia-szócikk ezen változatának fordításán alapul.  Az eredeti cikk szerkesztőit annak laptörténete sorolja fel. Ez a jelzés csupán a megfogalmazás eredetét és a szerzői jogokat jelzi, nem szolgál a cikkben szereplő információk forrásmegjelöléseként.